# Manunggang Julu
Manunggang Julu is een bestuurslaag in het regentschap Padang Sidempuan van de provincie Noord-Sumatra, Indonesië. Manunggang Julu telt 1694 inwoners (volkstelling 2010).